# 6183 Viscome
A 6183 Viscome (ideiglenes jelöléssel 1987 SF7) egy marsközeli kisbolygó. Carolyn Shoemaker fedezte fel 1987. szeptember 26-án.